# Пруази
Пруази́ (фр. Proisy) — коммуна во Франции, находится в регионе Пикардия. Департамент коммуны — Эна. Входит в состав кантона Гиз. Округ коммуны — Вервен.
Код INSEE коммуны — 02624.

## Население
Население коммуны на 2010 год составляло 318 человек.
| 1962 | 1968 | 1975 | 1982 | 1990 | 1999 | 2010 |
| ---- | ---- | ---- | ---- | ---- | ---- | ---- |
| 532  | 477  | 370  | 363  | 309  | 293  | 318  |

## Экономика
В 2010 году среди 208 человек трудоспособного возраста (15—64 лет) 124 были экономически активными, 84 — неактивными (показатель активности — 59,6 %, в 1999 году было 68,8 %). Из 124 активных жителей работали 104 человека (57 мужчин и 47 женщин), безработных было 20 (14 мужчин и 6 женщин). Среди 84 неактивных 7 человек были учениками или студентами, 31 — пенсионерами, 46 были неактивными по другим причинам.